# Фридрихсбад
Фридрихсба́д (нем. Friedrichsbad) — это термальный комплекс в городе-курорте Баден-Баден в земле Баден-Вюртемберг (Германия). Его называют немецким вариантом сауны. Строительство здания в стиле неоренессанса было завершено в 1877 году.

## История
Архитектор Карл Дернфельд спроектировал и построил Фридрихсбад в стиле эпохи Возрождения. Строительство шло с 1869 до 1877 года.
На северо-восточной стороне фасад Фридрихсбада украшен двумя табличками со следующими строчками из «Фауста» Гёте:
' "Wunderwirkend strömt die Welle,
Strömt der heisse Dampf der Quelle,
Muth wird freier, Blut wird neuer,
heil dem Wasser, heil dem Feuer! "
[Творит чудеса, волна течет
Поток горячего пара весны
Чувства становятся свободнее, кровь новее

Радуйся, вода! Слава огню!]
В 1867 году Северо-Германский Союз решил запретить азартные игры на всей территории Германии с 1872 года. Во время публичных дискуссий о казино, которые велись на протяжении нескольких лет, город Баден-Баден искал альтернативы, чтобы оставаться привлекательным для гостей города. Карл Дернфельд, который в то время был малоизвестен, в 1868 году стал районным инспектором по строительству Баден-Бадена. Ему было поручено вместе с великокняжеским курортным врачом и медицинским советником доктором Карлом Фрехом посетить известные оздоровительные ванны, чтобы реализовать полученные знания при строительстве Фридрихсбада.
Непосредственными архитектурными моделями Фридрихсбада являются Райтценбад в Будапеште и Граф-Эберхардсбад (сегодня Palais Thermal) в Вильдбаде, которые Дернфельд посетил во время поездки с доктором Фрехом по важнейшим курортам Германии и Австро-Венгрии. Эберхардсбад в Вильдбаде был построен между 1840 и 1847 годами, Райтценбад в Будапеште — с 1866 по 1873 год. Термы Каракаллы и Термы Диоклетиана в Риме, которые были обнаружены во время обширных раскопок  в 1869 году, также вдохновляли Дернфельда во время строительства термального комплекса. Открытие Великим князем Фридрихсбада состоялось 15 декабря 1877 года.
Первоначальные архитектурные планы Дернфельда утеряны. Изменившиеся терапевтические соображения привели к многочисленным пространственным изменениям за 125 лет работы курорта. Например, «аппараты для лечебной механической гимнастики» были установлены во Фридрихсбаде в Баден-Бадене еще в 1884 году. Это могло быть одно из первых заведений с терапевтическим контролем, напоминающих современные фитнес-студии. В то время были установлены не только активные устройства, над которыми нужно было работать, но и пассивные устройства, которые перемещали различные части тела с помощью машин.
Исток термальной воды находится на склонах Флорентинерберг в Баден-Бадене. Около 50% воды из термальных источников протекает через Фридрихштоллен, который является основным водосборным туннелем. С глубин от 1200 до 1800 метров вода достигает поверхности с температурой от 56 °C до 68,8 °C из двенадцати отдельных артезианских источников, содержащих хлорид натрия. Источникам приблизительно от 12 000 до 17 000 лет, и они выпускают около 800 000 литров термальной воды в день (это 9 литров в секунду) с дневным содержанием минеральных веществ 2400 кг.
С 2020 года Фридрихсбад принадлежит компании Carasana Bäderbetriebe GmbH, которая утверждает, что объединяет римскую культуру купания с ирландскими ваннами с горячим воздухом. Фридрихсбад теперь является зданием для массажных кабинетов, а также частных люксов и выставочного пространства, которое показывает руины римских бань Фридрихсбада.
Американский писатель Марк Твен, как говорят, так прокомментировал курорт Фридрихсбад: «Через 10 минут вы забываете время, через 20 минут вы забываете мир».

## Фотогалерея

Фридрихсбад - Friedrichsbad
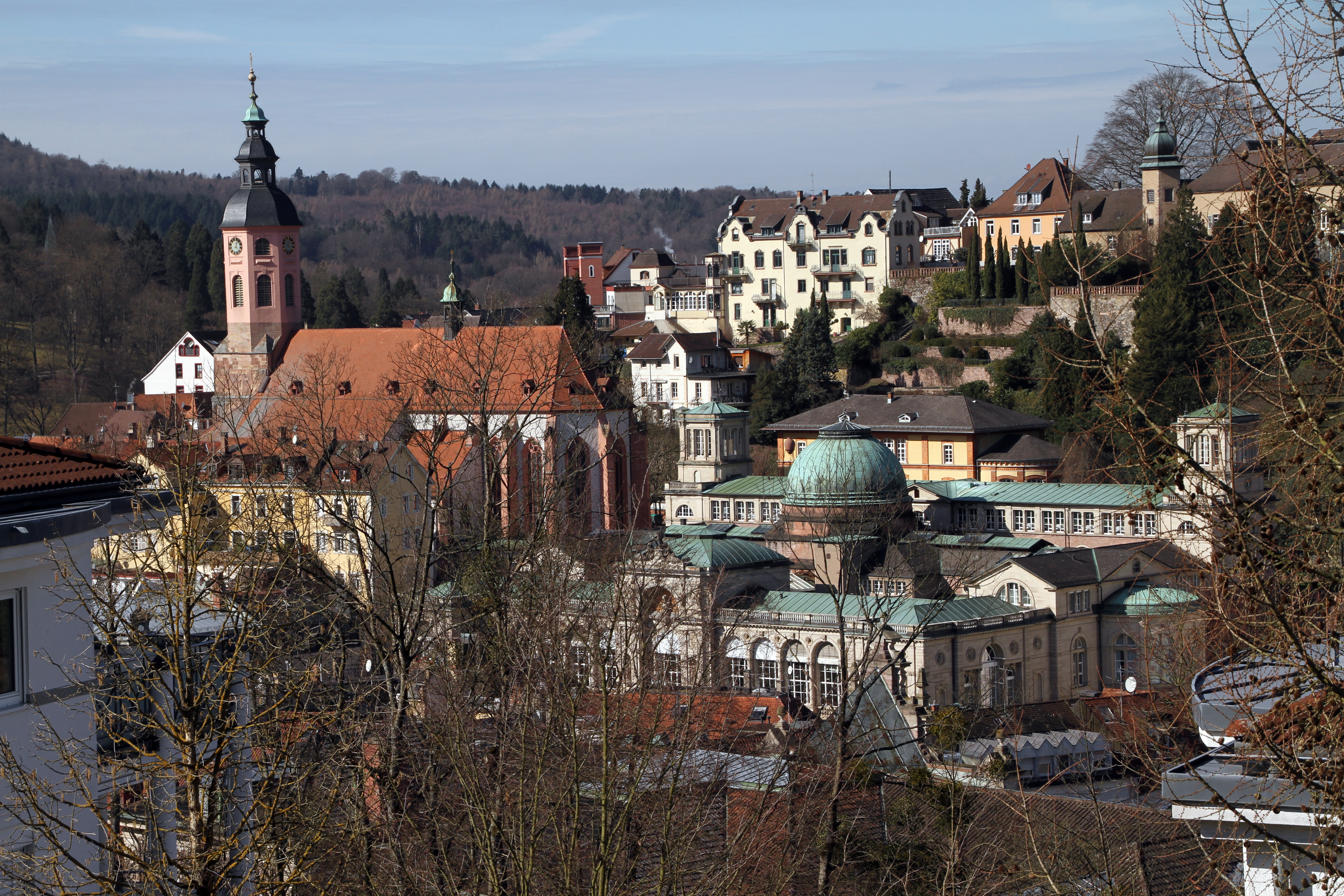
Вид на Фридрихсбад с горы
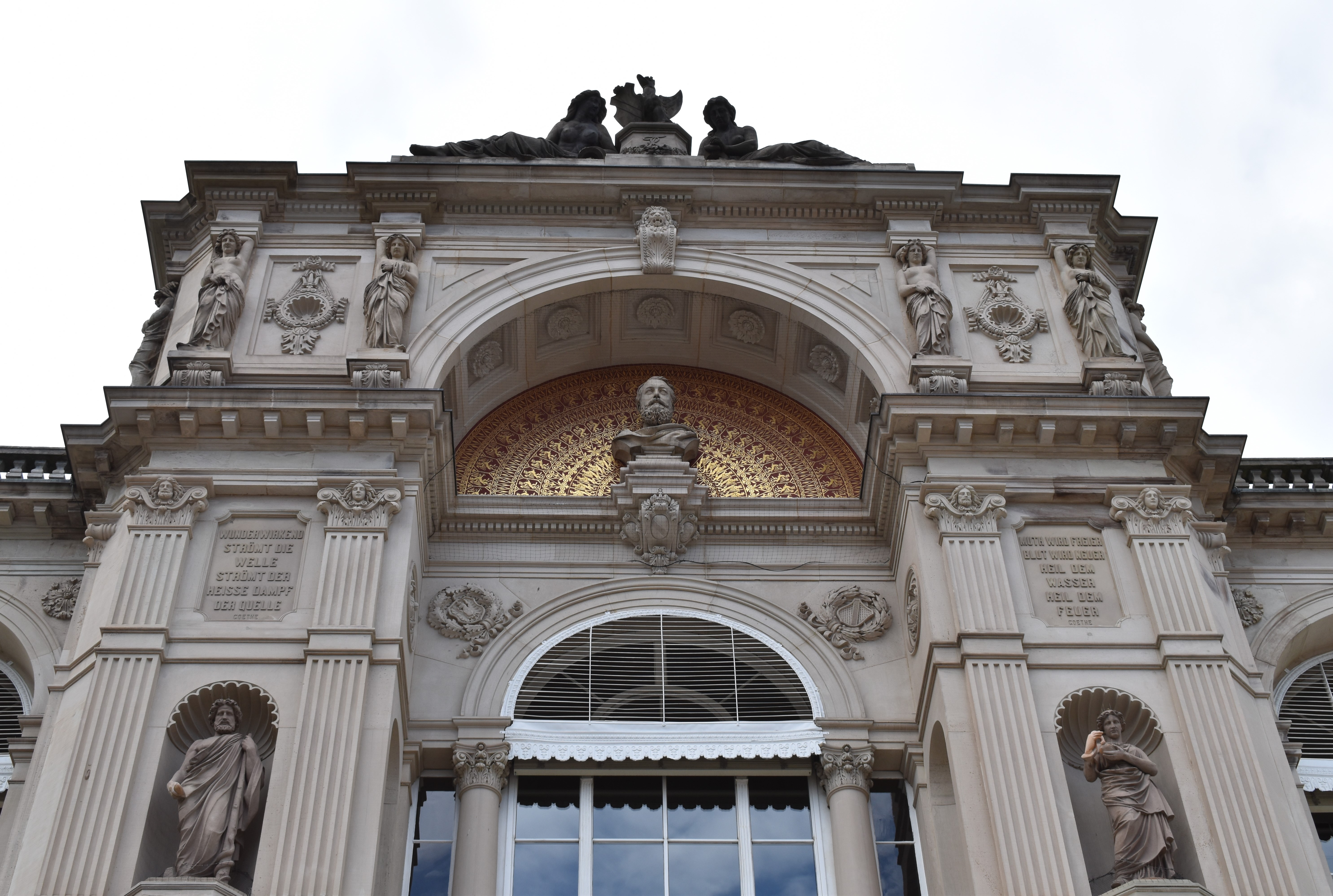
Строчки из «Фауста» Гёте на фасаде Фридрихсбада
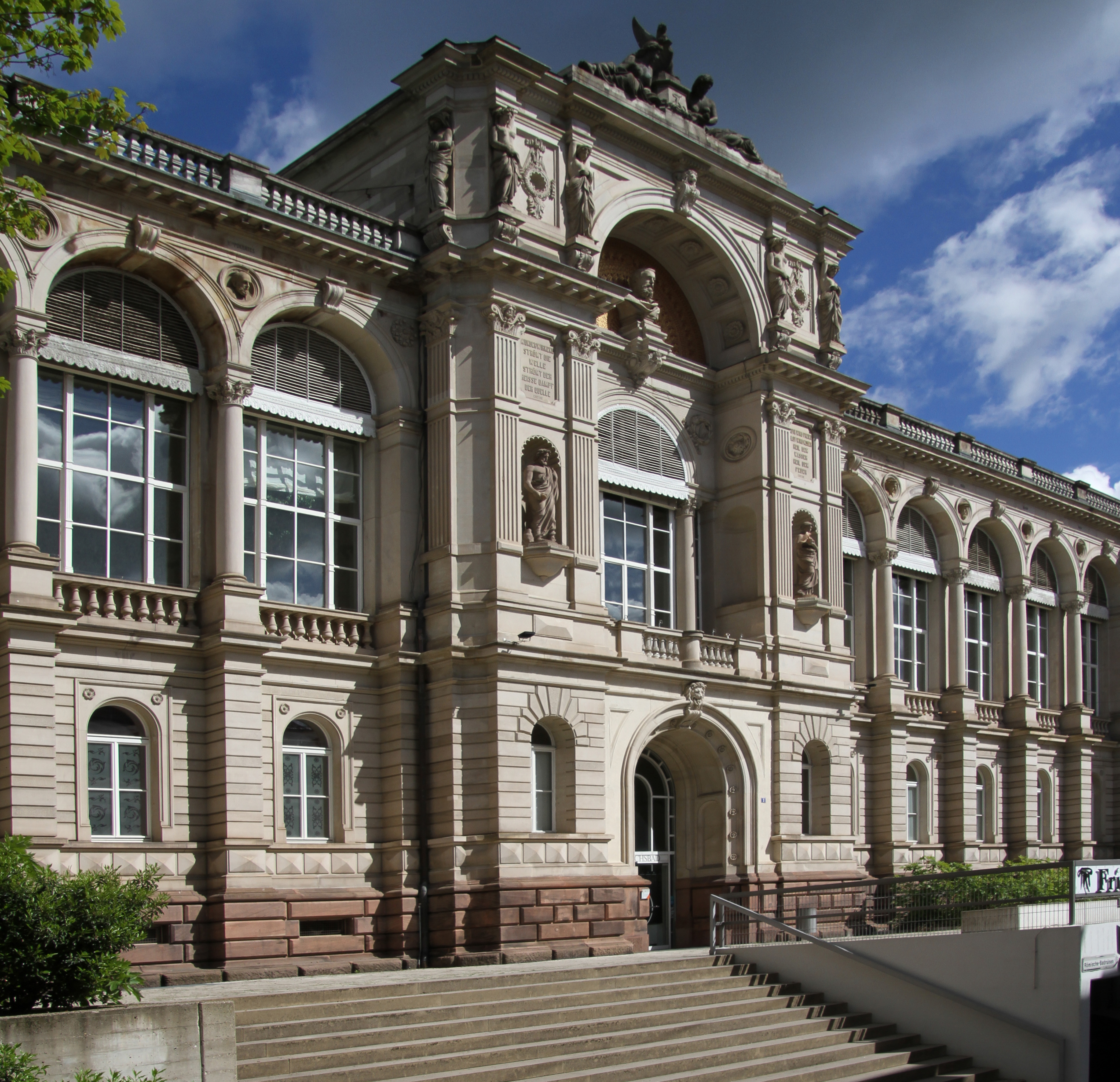
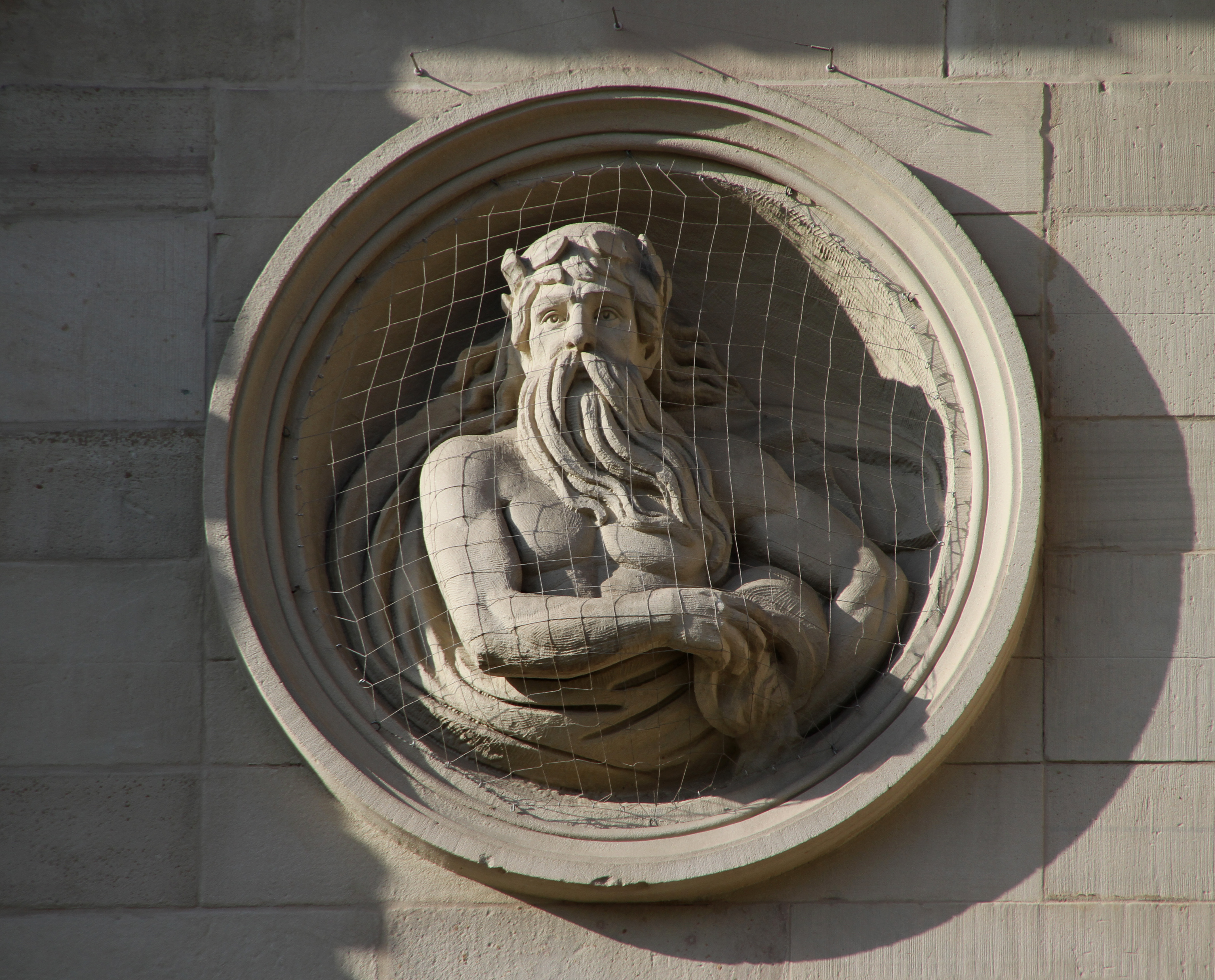
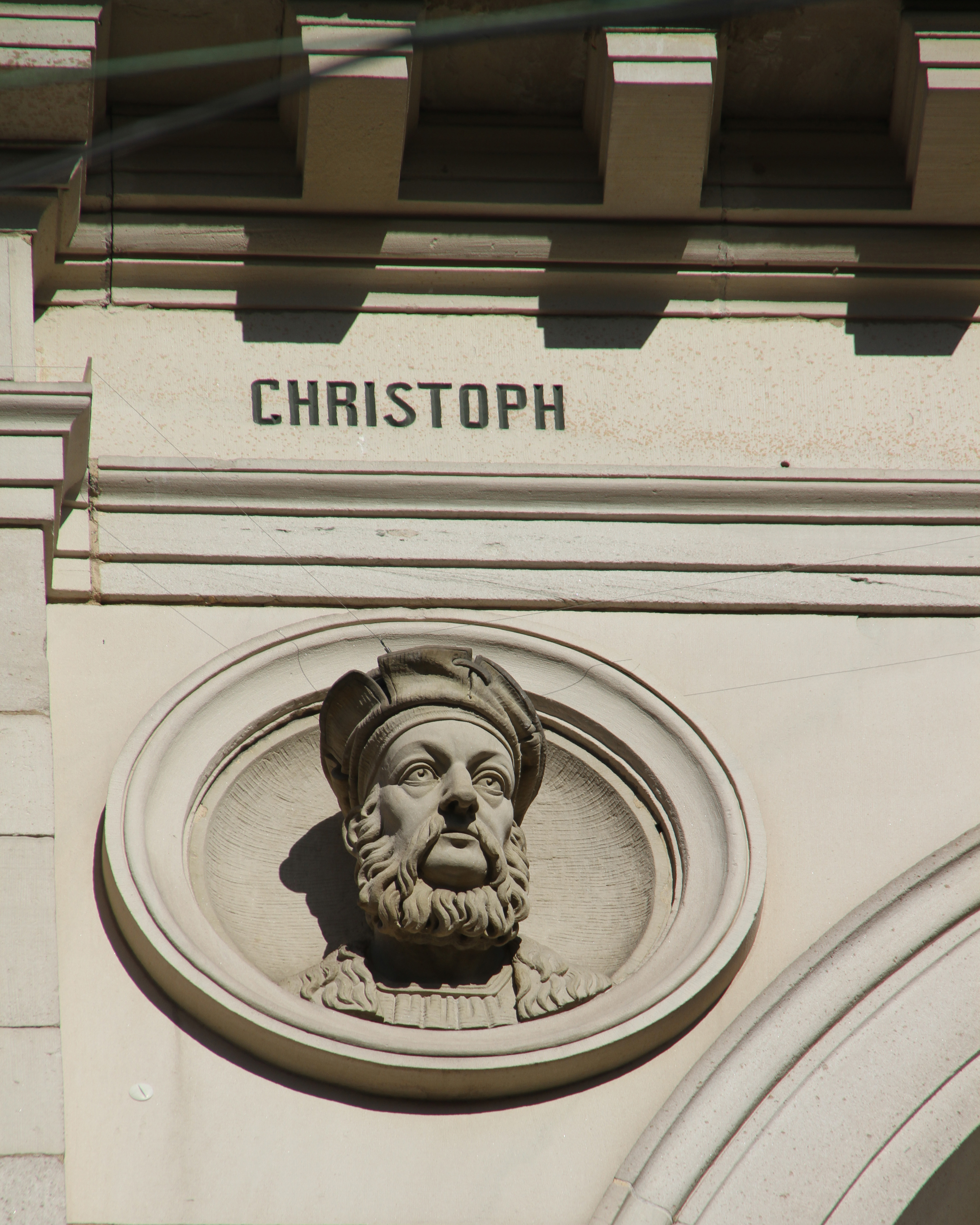
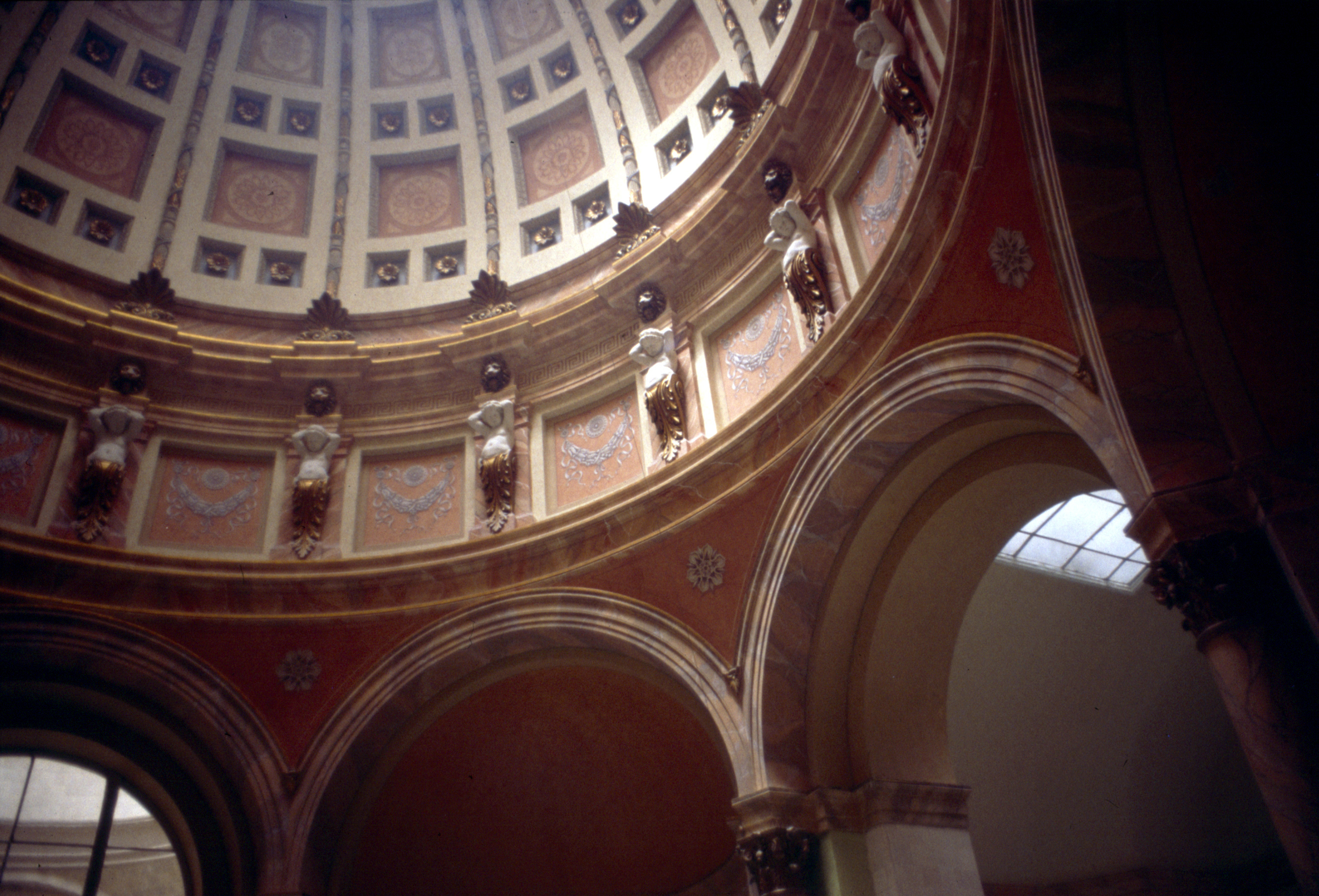
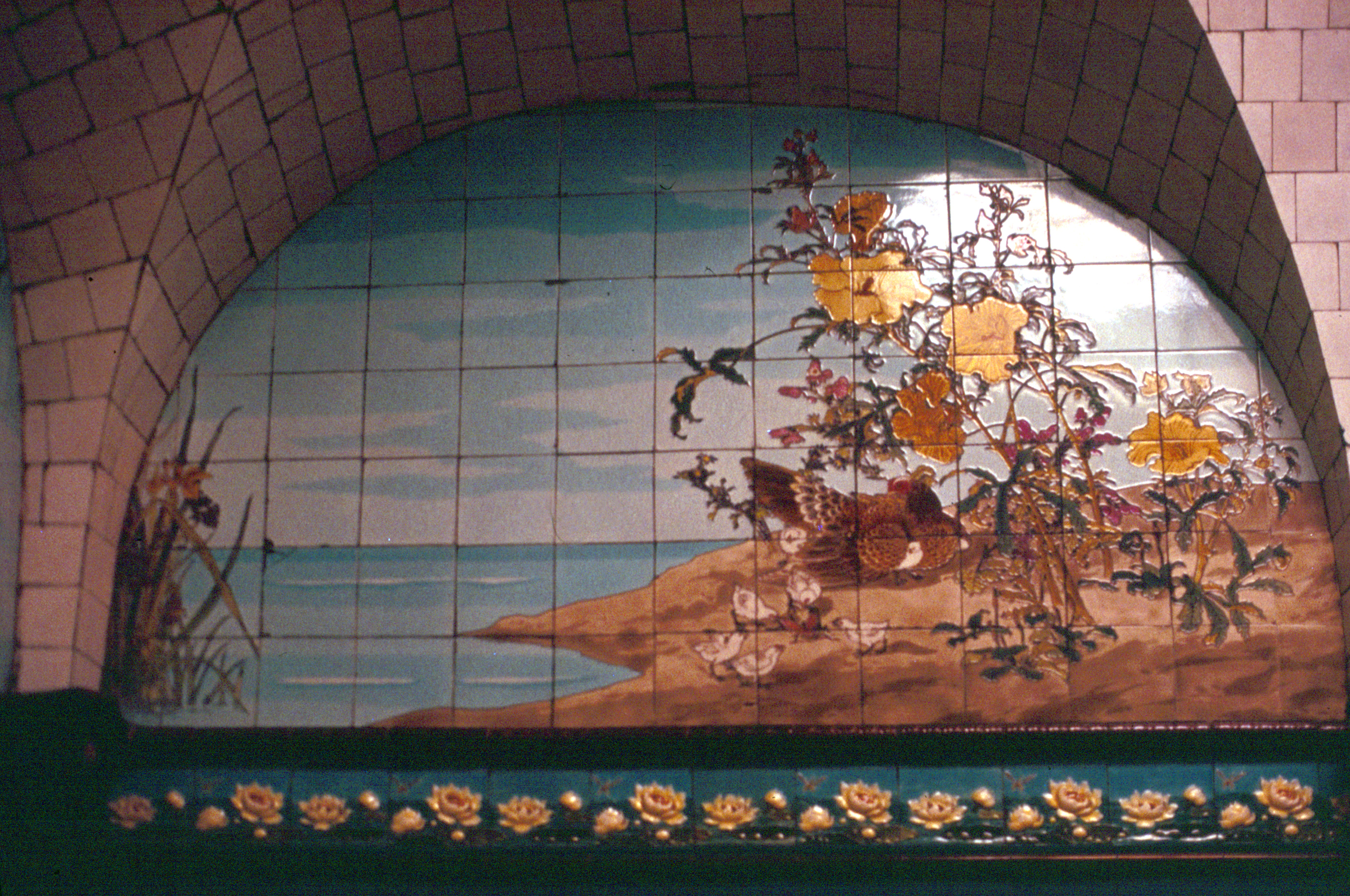
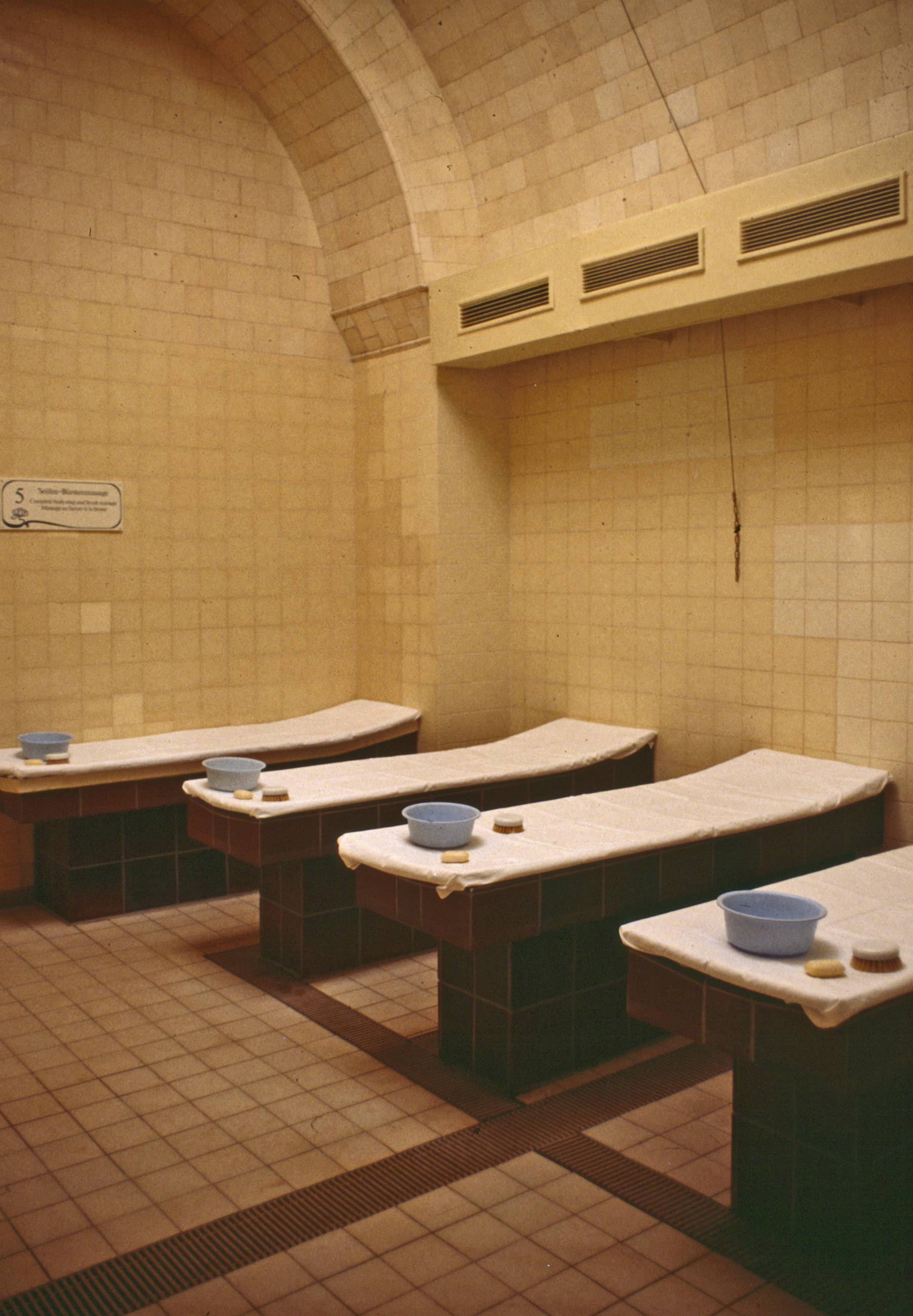